# Setouchi (Kagoshima)
Setouchi (瀬戸内町 Setouchi-chō?) es un pueblo en la prefectura de Kagoshima, Japón, localizado en las islas Amami, al sur de la isla de Kyūshū. Tenía una población estimada de 8526 habitantes el 1 de marzo de 2021 y una densidad de población de 36 personas por km².

## Geografía
Setouchi está localizado en la parte sur de Amami Ōshima, la mayor de las islas Amami en islas Ryūkyū, unos 420 km al sur de la ciudad de Kagoshima. Limita con el mar de China Oriental al este, el océano Pacífico al oeste y Amami y Uken al norte. También incluye numerosas islas costeras de Amami Ōshima, incluidas las islas habitadas de Kakeromajima, Ukejima y Yoroshima.

## Demografía
Según los datos del censo japonés, la población de Setouchi ha disminuido constantemente en los últimos 70 años.
| Gráfica de evolución demográfica de Setouchi entre 1940 y 2015 |
|                                                                |
| Oficina de Estadística de Japón                                |